# David Pavelka
David Pavelka (Praga, 18 de maio de 1991) é um futebolista profissional checo que atua como meia, atualmente defende o AC Sparta Praha.

## Carreira
David Pavelka fez parte do elenco da Seleção Tcheca de Futebol da Eurocopa de 2016.